# Theope comosa
Theope comosa is een vlindersoort uit de familie van de prachtvlinders (Riodinidae), onderfamilie Riodininae.
Theope comosa werd in 1911 beschreven door Stichel.